# أوليفر بلات
أوليفر بلات (بالإنجليزية: Oliver Platt) مواليد 12 يناير 1960 في وينزر، أونتاريو، كندا، هو ممثل أمريكي بدأ مسيرته الفنية عام 1988.

## الأعمال

### أفلام
- قطع من أبريل
- الفتاة العاملة
- قرار إداري
- الحرية المكبلة
- طفل من المريخ
- المرأة المعجزة
- 2012
- رسائل إلى جولييت
- رجال-إكس: الدرجة الأولى
- شت إن
- البروفيسور مارستون و المرأة العجيبة

## روابط خارجية
- أوليفر بلات على موقع IMDb (الإنجليزية)
- أوليفر بلات على موقع روتن توميتوز (الإنجليزية)
- أوليفر بلات على موقع ألو سيني (الفرنسية)
- أوليفر بلات على موقع ميوزك برينز (الإنجليزية)
- أوليفر بلات على موقع أول موفي (الإنجليزية)
- أوليفر بلات على موقع قاعدة بيانات برودواي على الإنترنت (الإنجليزية)
- أوليفر بلات على موقع قاعدة بيانات الأفلام السويدية (السويدية)
- أوليفر بلات على موقع إن إن دي بي (الإنجليزية)
- أوليفر بلات على موقع قاعدة بيانات الفيلم (الإنجليزية)
- أوليفر بلات على موقع كينوبويسك (الروسية)